# Декинг
Де́кинг (англ. decking — деревянное (палубное) покрытие или настил, деревянная терраса) — это плиточные модули с деревянной поверхностью, которые можно укладывать на ровную поверхность. Другое их название — садовый паркет. В английском языке слово decking используется как для собственно деревянной плитки, так и для обозначения террас, палуб и т. п., кроме того, оно имеет и другие значения, не связанные со строительством.
Декинг бывает трёх видов:
- террасная доска — имеет вид рифлёной или гладкой доски;
- садовый паркет (паркетная плитка) — это модуль, обычно в виде квадрата, который состоит из гладких коротких планок;
- древесно-полимерный композит (ДПК) внешне не отличается от террасной доски.

## Виды садового паркета

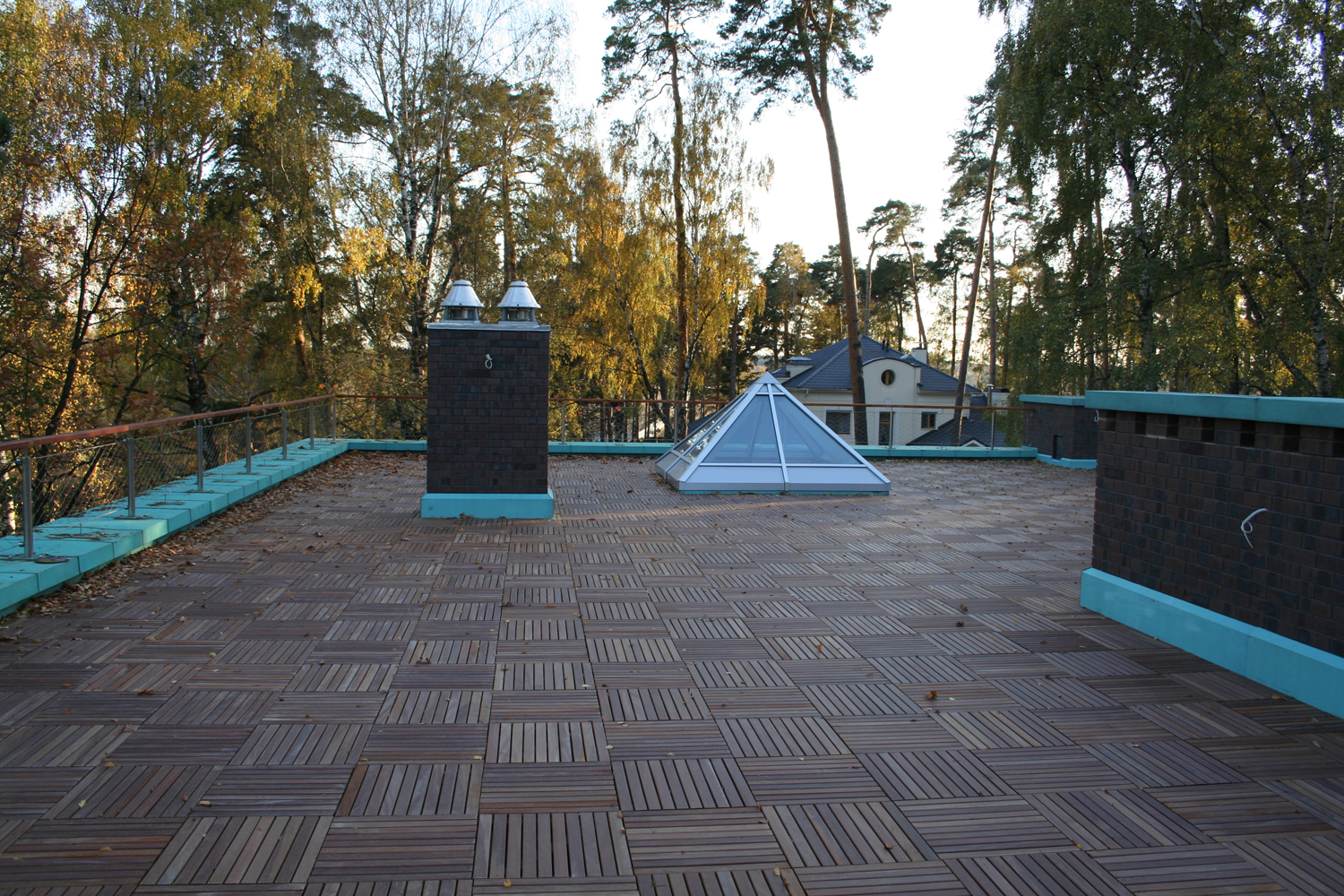
Жёсткий декинг

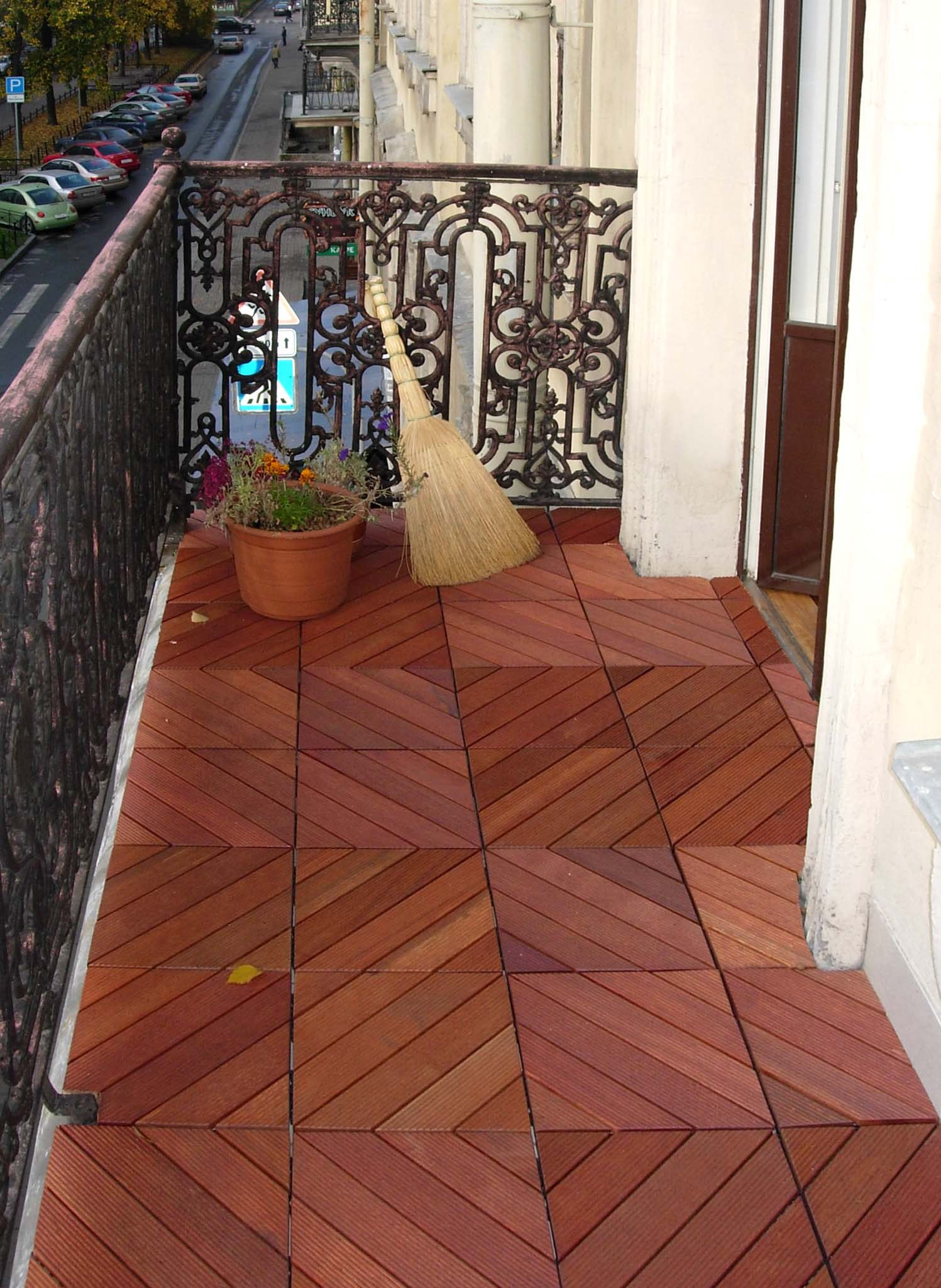
Мягкий декинг

В конструкции можно выделить лицевую часть и подложку. Лицевая часть выполняется из деревянных ламелей (планок), подложка может быть из дерева или пластика. Декинг с подложкой из деревянных поперечин называется жёстким декингом, для подложки чаще всего используют ту же породу, что и для ламелей. Декинг с подложкой из пластика называется мягким декингом, подложка представляет собой решётку с боковыми креплениями для взаимной сцепки модулей. Подложка крепится к ламелям шурупами или скобами степлера так, что с лицевой стороны креплений не видно.

## Применение садового паркета
Декинг даёт возможность быстро создать деревянное покрытие на любой ровной поверхности. Он не закрепляется жёстко на поверхности укладки, что сокращает время монтажа до минимума. В отличие от деревянных полов, декинг не предъявляет особых требований к влажности. Это позволяет использовать декинг для покрытия бетонного пола в сауне и бане, на балконе или в гараже, а также на улице, в том числе зимой. Его можно укладывать даже непосредственно на грунт. Надёжность покрытия из декинга определяется износостойкостью и биологической стойкостью древесины, из которой он изготовлен. Хороший дренаж и вентиляция помогают дольше сохранять высокие эксплуатационные свойства.
Лицевая часть модуля состоит из отдельных ламелей расположенных в виде определённого узора, ламели могут быть из разноцветных пород древесины. Подложка, если она пластиковая, имеет специальное замковое крепление, при помощи которого модули легко соединяются друг с другом. Если специальных замковых креплений нет, то используют скрытый крепёж. При размещении модулей с различными узорами в разном порядке можно получить самые замысловатые картины напольного покрытия.

## История садового паркета

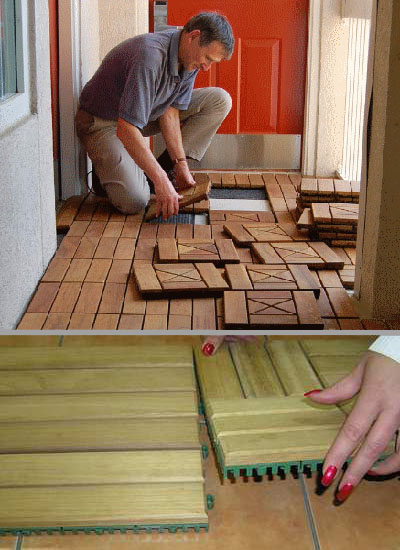

Впервые идея использовать для напольных покрытий плитки, сделанные из дерева, возникла в Японии в 1990-х годах. Желание хоть как-то преодолеть унылость безликих многоэтажек, которые предлагали жильцам своих квартир небольшие бетонные балконы, обеспечило немедленный успех модульного деревянного декинга, который может быть уложен непрофессионалом. В сегодняшней Японии в каждом крупном хозяйственном супермаркете имеется секция, выделенная под различные декинги, и в ней обычно представлены 3-4 различных производителя деревянных декингов, керамических и пластиковых декингов, а также декингов из композитных материалов на основе дерева.
В Европе, где хвойные породы традиционно составляют основную массу древесины, используемой в строительстве, большая часть продаваемых декингов производится из тропической стойкой древесины или модифицированной хвойной древесины. Недостатком декингов из модифицированной древесины является её хрупкость.
В других частях света, где рынок товаров категории «сделай сам» практически не развит — например, на Ближнем Востоке или в Гонконге — модульный декинг используется в основном строительными компаниями в конкретных проектах.
Хотя декинг из массива дерева достаточно популярен, проблемы могут возникать, когда несущие поперечины декингов оказываются в длительном контакте с водой. Чтобы их избежать, необходимо использовать декинг из стойких пород древесины.
Некоторые разработчики создавали гибкий декинг, закрепляя планки на гнущихся «трубках» или же прикрепляя к планкам снизу резиновую полосу, что позволяло скатывать декинг в рулон.
В последние годы композитные материалы из дерева также нашли своё применение в качестве рабочей поверхности декинга, но пока они распространены гораздо меньше, чем декинг из натурального дерева.
История развития декингов связана с видом креплений, при помощи которых из отдельных декингов собирается декинговый настил. Первое поколение декингов (жесткий декинг), не имеет встроенного крепления. Жесткие декинги или вообще не соединяются друг с другом (при монтаже декингов на деревянных лагах применяют пластиковые ограничители, требующие предварительной фрезеровки пазов в углах декинга) или для их соединения применяют внешние металлические зажимы, выполненные в виде латинской буквы S.
Ко второму поколению относят мягкие декинги со встроенным асимметричным боковым креплением, которое неудобно при формировании из декингов определённых узоров в настиле. К третьему поколению декингов относят мягкие декинги с симметричным боковым креплением, свободным от недостатков, присущих креплениям второго поколения.

## Материал для декинга

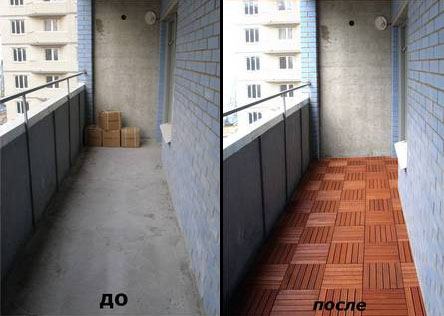
До и после декинга

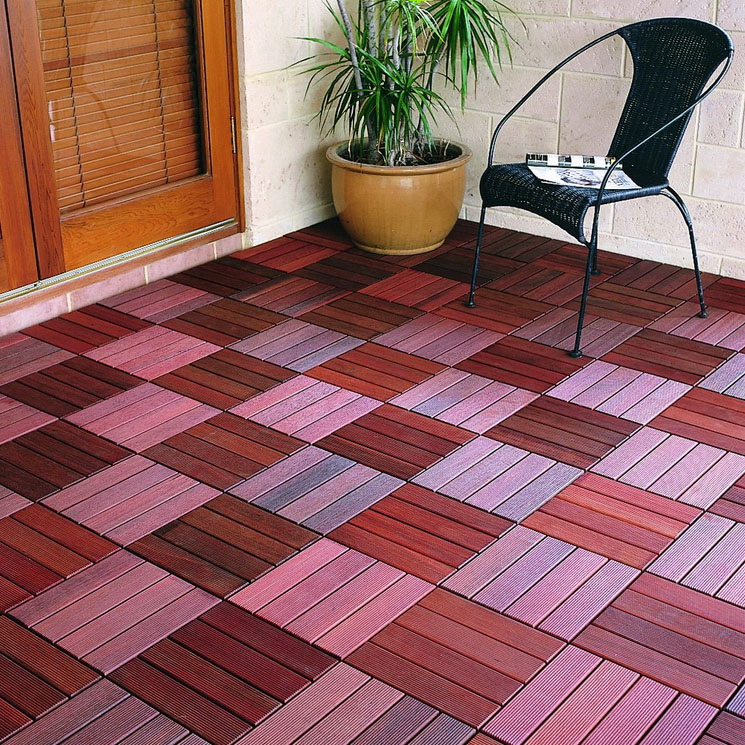

В качестве материала для декинга используются стойкие породы древесины, как правило, тропической: ироко (африканский тик), падук (красное дерево), азобе (железное дерево), кемпас. Для полов в сауне и бане (где исключено хождение в обуви) могут применяться также влагостойкие, но относительно мягкие породы, например, различные кедры. Пластиковая подложка, как правило, изготавливается из ПВХ.
Материалом для декинга являются и отечественные породы древесины, такие как лиственница и сибирский кедр. Сосну, ель и пихту, как нестойкие породы, применяют после термической модификации.
Также в качестве материала для декинга применяют доски из древесно-полимерного композита, состоящего из внутренней основы — высокопрочных пластмасс скрепленной с внешними листами, из мелкой стружки деревьев.